# Håtö gård

Håtö gård är en herrgård i Frötuna socken i Norrtälje kommun.
Håtö gård omtalas första gången 1448. Gården gjordes till säteri under 1600-talet då den tillhörde släkten Fleming. Under Karl XI:s reduktion drogs dock Håtö in till kronan och säterirättigheten upphörde. 1720 köptes Håtö av släkten Ridderstad och under släktens tid där uppfördes 1805 nuvarande huvudbyggnad. Efter att en tid ha tillhört släkten Ekendahl kom det 1853 till släkten von Schewen, och Carl von Schewen. Einar Malm vistades som ung på gården och har skildrat den i sin litteratur. 
En äventyrspark finns numera vid Håtö gård.